# Iveco PowerStar

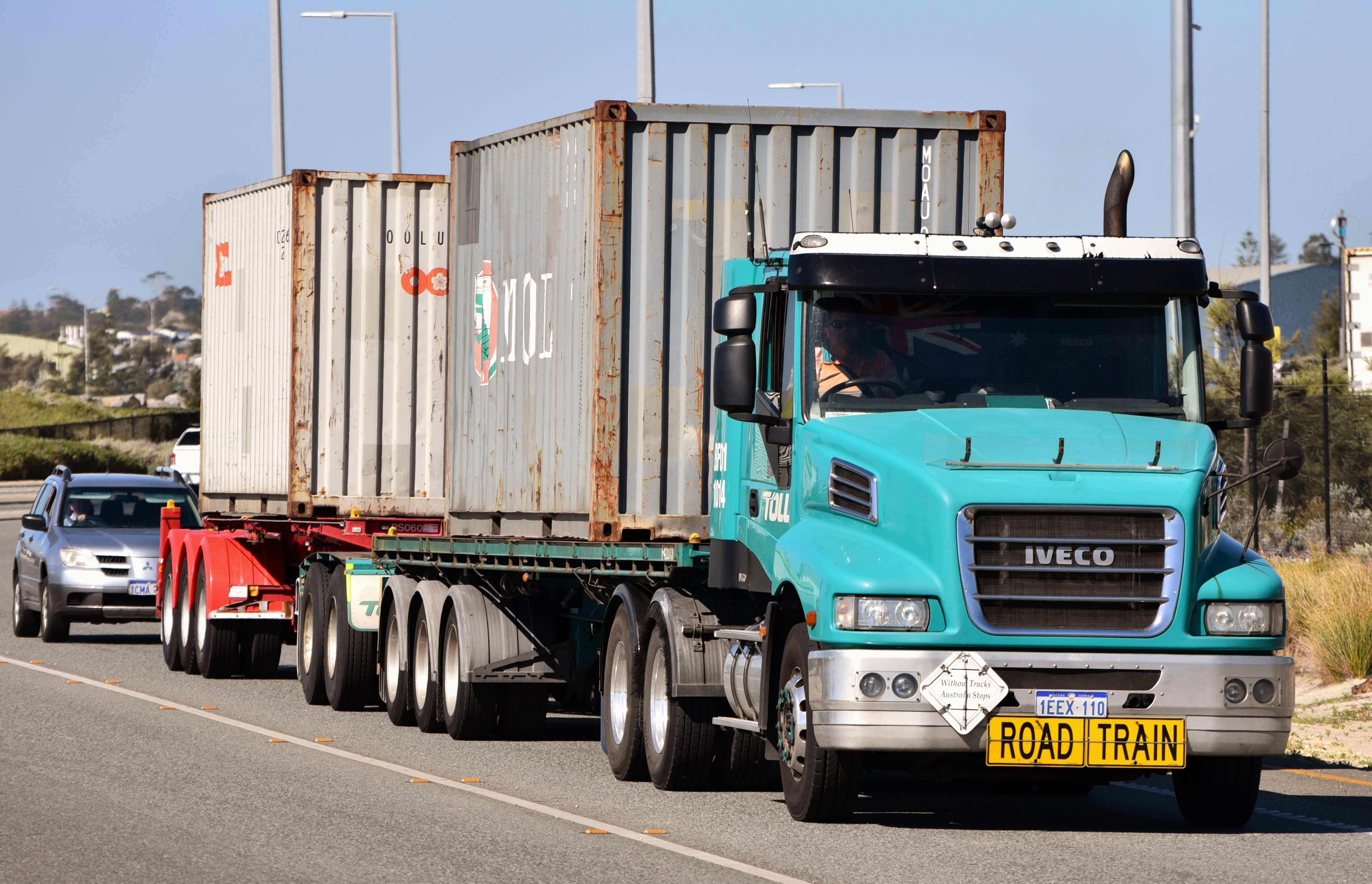
Iveco Powerstar en Australia.

El Iveco Powerstar es un modelo de camión producido por Iveco en Australia, Argentina y Brasil. 

## Características
El Iveco Powerstar está disponible en tres versiones (6300, 6700 y 7700) y están equipados con los motores "Cursor 10" y "Cursor 13", Cummins, Caterpillar, Detroit diesel y FPT, los que otorgan desde 405 CV hasta 550 CV. Tiene un cambio de marchas automático Eurotronic 2 y 2 versiones distintas de cabinas.

## Competición

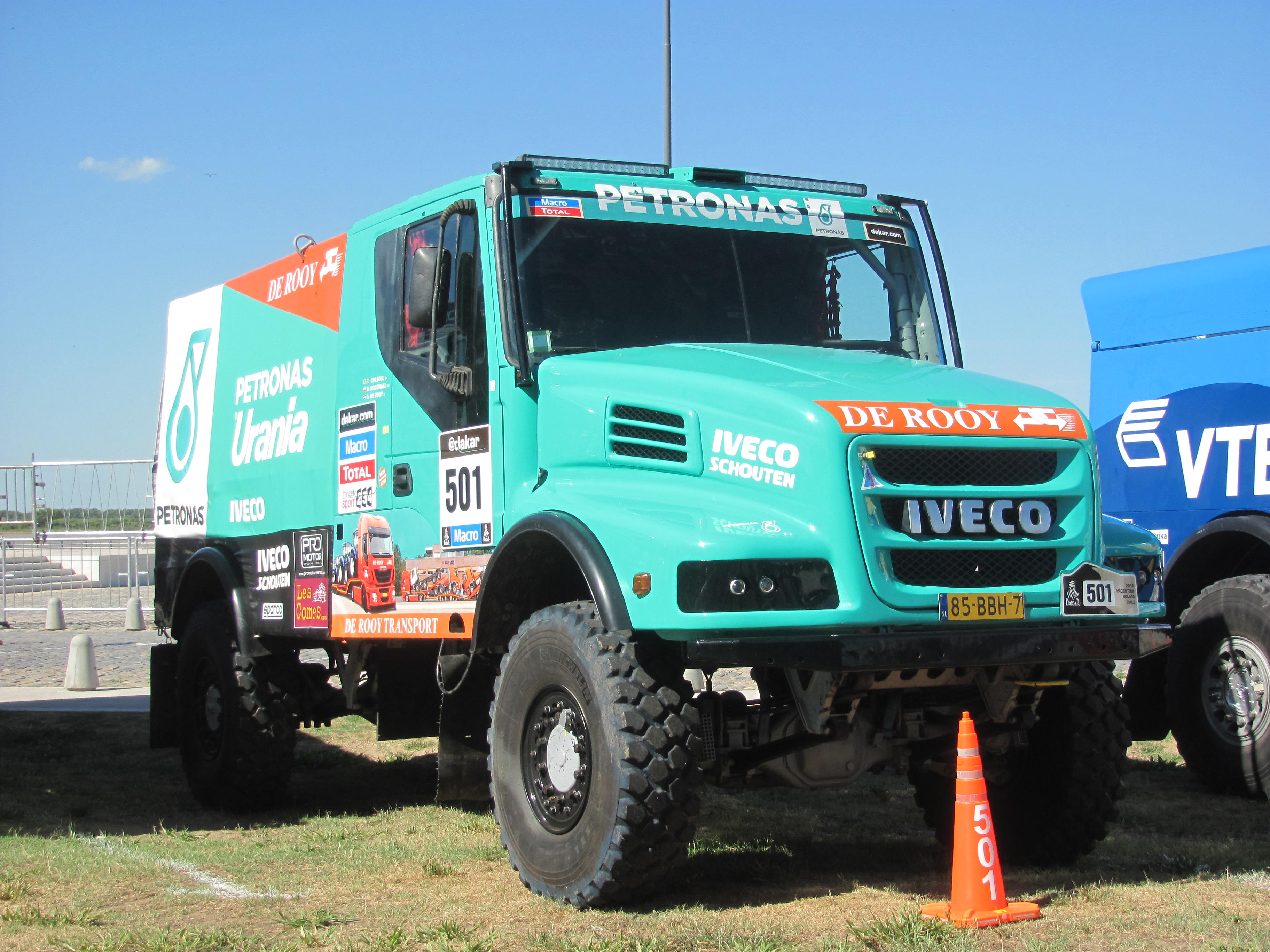
Iveco PowerStar de Gerard de Rooy (2014).

El PowerStar ha ganado tres ediciones del Rally Dakar: 2012 y 2016 con Gerard de Rooy y 2023 con Janus van Kasteren.